# Christine Errath
Christine Errath (Berlim, Alemanha, 29 de dezembro de 1956) é uma ex-patinadora artística alemã. Ela conquistou uma medalha de bronze olímpica em 1976, e conquistou quatro medalhas em campeonatos mundiais.

## Principais resultados
| Resultados                                            | Resultados        | Resultados        | Resultados       | Resultados       | Resultados        | Resultados      | Resultados        | Resultados        | Resultados    | Resultados    | Resultados    | Resultados    |
| Internacional                                         | Internacional     | Internacional     | Internacional    | Internacional    | Internacional     | Internacional   | Internacional     | Internacional     | Internacional | Internacional | Internacional | Internacional |
| Evento/Temporada                                      | 1968– 1969        | 1969– 1970        | 1970– 1971       | 1971– 1972       | 1972– 1973        | 1973– 1974      | 1974– 1975        | 1975– 1976        |               |               |               |               |
| ----------------------------------------------------- | ----------------- | ----------------- | ---------------- | ---------------- | ----------------- | --------------- | ----------------- | ----------------- | ------------- | ------------- | ------------- | ------------- |
| Jogos Olímpicos                                       |                   |                   |                  | 8.ª              |                   |                 |                   | Medalha de bronze |               |               |               |               |
| Campeonato Mundial                                    |                   |                   | 9.ª              | 10.ª             | Medalha de bronze | Medalha de ouro | Medalha de bronze | Medalha de prata  |               |               |               |               |
| Campeonato Europeu                                    | 18.ª              |                   | 7.ª              | 5.ª              | Medalha de ouro   | Medalha de ouro | Medalha de ouro   | Medalha de bronze |               |               |               |               |
| Richmond Trophy                                       |                   |                   |                  | Medalha de ouro  |                   |                 |                   |                   |               |               |               |               |
| Nacional                                              |                   |                   |                  |                  |                   |                 |                   |                   |               |               |               |               |
| Campeonato Alemão Oriental                            | Medalha de bronze | Medalha de bronze | Medalha de prata | Medalha de prata | Medalha de prata  | Medalha de ouro | Medalha de ouro   |                   |               |               |               |               |
|                                                       |                   |                   |                  |                  |                   |                 |                   |                   |               |               |               |               |
| Legenda: Competição não foi disputada nesta temporada |                   |                   |                  |                  |                   |                 |                   |                   |               |               |               |               |